# Світанок (Чугуївський район)
Світа́нок — село в Україні, у Новопокровській селищній громаді Чугуївського району Харківської області. Населення становить 142 осіб. До 2020 орган місцевого самоврядування — Введенська селищна рада.
У селі похований Олександр Карасик — молодший сержант Збройних сил України, учасник російсько-української війни 2014—2017.

## Географія
Село Світанок знаходиться на лівому березі річки Роганка, вище за течією на відстані 2 км розташоване село Рогань, нижче за течією на відстані 2 км розташоване село Зелений Колодязь. На відстані 1 км розташоване селище Докучаєвське.

## Історія
12 червня 2020 року, відповідно до Розпорядження Кабінету Міністрів України  № 725-р «Про визначення адміністративних центрів та затвердження територій територіальних громад Харківської області», увійшло до складу Новопокровської селищної громади .
17 липня 2020 року, в результаті адміністративно-територіальної реформи та ліквідації колишнього Чугуївського району, увійшло до складу новоутвореного Чугуївського району Харківської області.

## Населення

### Мова
Розподіл населення за рідною мовою за даними перепису 2001 року:
| Мова       | Кількість | Відсоток |
| ---------- | --------- | -------- |
| українська | 101       | 71.13%   |
| російська  | 41        | 28.87%   |
| Усього     | 142       | 100%     |